# إيفان خواريز
إيفان خواريز (بالإسبانية: Iván Juárez)‏ هو لاعب كرة قدم أرجنتيني، ولد في 20 أكتوبر 1976 في سان فرانسيسكو، قرطبة في الأرجنتين. لعب مع نادي أتلتيكو ميتري ‏.

## وصلات خارجية
- إيفان خواريز على موقع قاعدة بيانات كرة القدم.إي يو (الإنجليزية)
- إيفان خواريز على موقع Soccerway.com (الإنجليزية)